# سی (نت موسیقی)

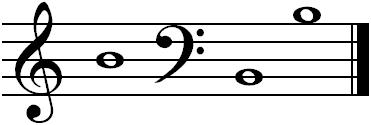
نُتِ سی

سی به فرانسوی: si، به انگلیسی: B، به آلمانی: H) نام هفتمین نُت از هفت نُت اصلی موسیقی است. «دو بمل» نت مترادف «سی» محسوب می‌شود. یک نت «سی» وسط یا (B4) بر اساس زیروبمی، فرکانسی معادل (۴۹۳٫۸۸۳ هرتز) را داراست.

## گام
گام‌ها بر پایه نت «سی» عبارتند از:
- سی ماژور: سی، دو دیز، ر دیز، می، فا دیز، سل دیز، لا دیز، سی.
- سی مینور تئوریک: سی، دو دیز، ر، می، فا دیز، سل، لا، سی.
- سی مینور هارمونیک: سی، دو دیز، ر، می، فا دیز، سل، لا دیز، سی.
- سی مینور ملودیک بالا رونده: سی، دو دیز، ر، می، فا دیز، سل دیز، لا دیز، سی.
- سی مینور ملودیک پائین رونده: سی، لا، سل، فا دیز، می، ر، دو دیز، سی.